# Hiperrealismo

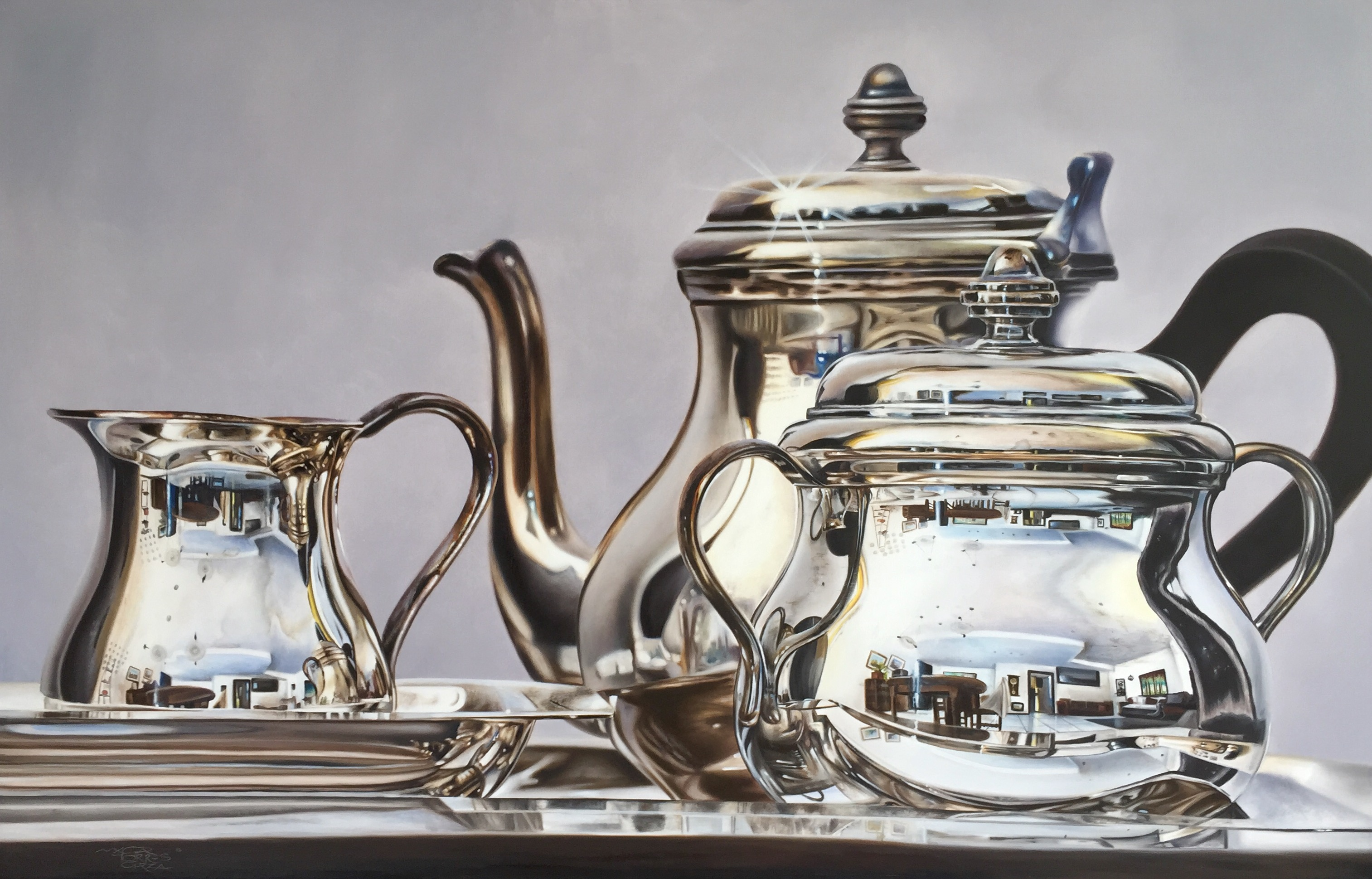
La hora del té, óleo sobre tela, 90x140 cm (2015). Obra de la artista mexicana Magda Torres Gurza.

El hiperrealismo es un género de pintura y escultura que se asemeja a la fotografía. El hiperrealismo es considerado un avance del fotorrealismo por los métodos utilizados. El término se aplica a un movimiento y estilo de arte independiente que surge, sobre todo, en el continente europeo a finales de 1960 y a principios de 1970.
El término hiperrealismo también es aplicable a la escultura y los cómics (Luis García, Alex Ross, etc).

## Historia

### Fotorrealismo como precursor del hiperrealismo
En la década de 1920, los pintores del precisionismo ya trabajaron con la ayuda de fotografías fielmente reproducidas (como en el caso de Charles Sheeler, pintor y fotógrafo a la vez). Pero es innegable que el arte pop sigue siendo el precursor inmediato del hiperrealismo, pues toma la iconografía de lo cotidiano, se mantiene fiel a la distancia de su enfoque y produce las mismas imágenes neutras y estáticas.
Los fotorrealistas nunca se constituyeron en grupo, pero sí hicieron exposiciones que los presentaron como un estilo: La Imagen fotográfica y 22 Realistas, ambas en Nueva York, a mediados de los años sesenta. En esa época la abstracción era la tendencia dominante y el realismo estaba mal visto; se consideraba un arte que copiaba de fotografías o de la realidad y sin ningún interés. Sin embargo, artistas como Chuck Close o Richard Estes desarrollaron técnicas totalmente nuevas de representación de la realidad, consiguiendo resultados a veces asombrosos.
Otros artistas estadounidenses de esta tendencia son Don Eddy, John Salt, Ralph Goings, Robert Cottingham, John Kacere, Paul Staiger, Richard McLean, Malcolm Morley y John de Andrea.
Como todos los fotorrealistas, no hay huellas de pinceladas y el artista parece estar ausente; los cuadros se cubren con una fina capa de pintura, aplicada con pistola y pincel, siendo raspada si es necesario, con una cuchilla para que no quede ningún relieve, ninguna materia. A esto se le suma la exactitud en los detalles. Al utilizar en el proceso de la realidad al cuadro, lo que queda roto y manipulado dos veces (tanto en el cuadro como en la fotografía), diferenciando así, al realismo tradicional del fotorrealismo. 
Es gracias a este tipo de arte que nace el Hiperrealismo.

### Hiperrealismo

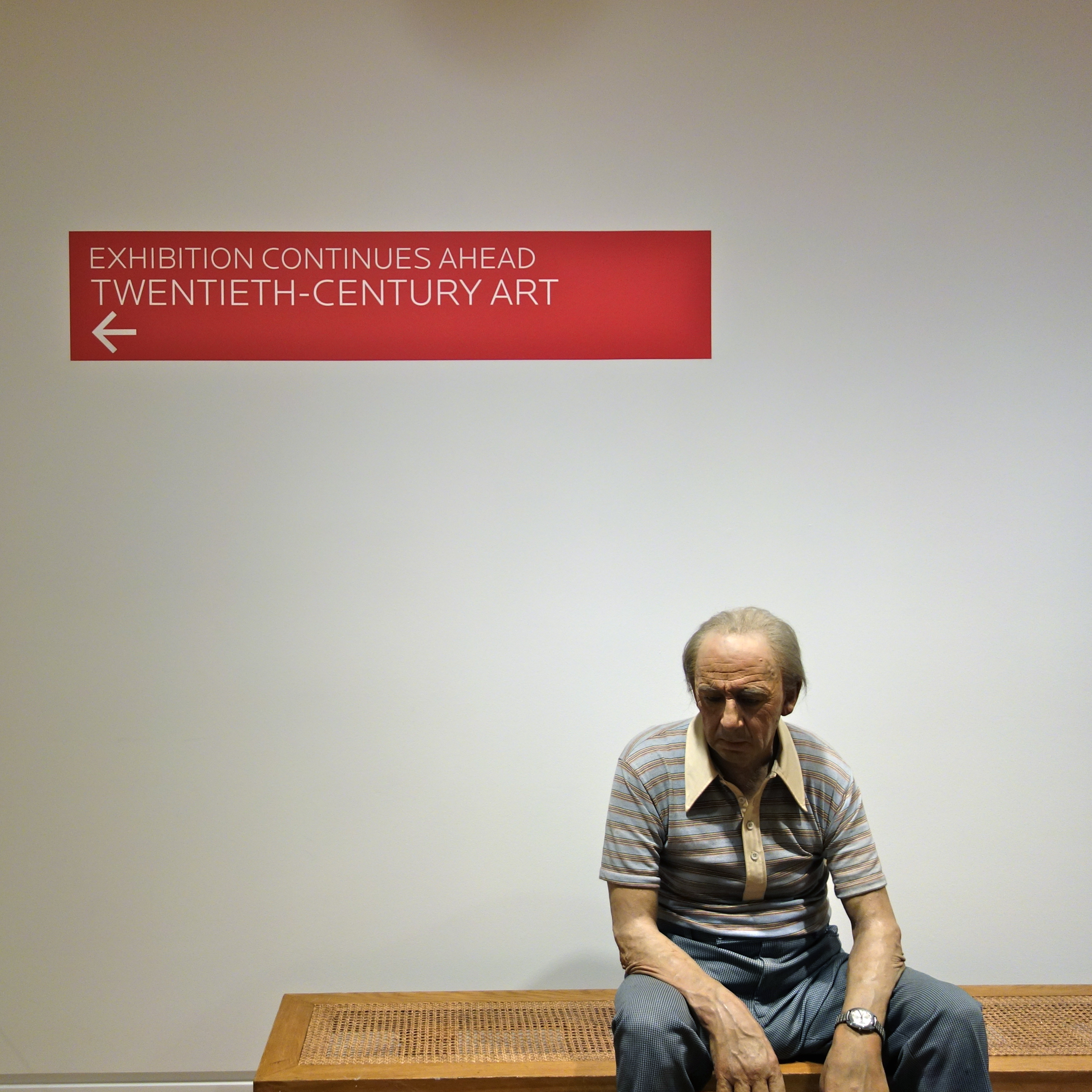
Escultura hiperrealista de un hombre sentado en un banco realizada por Duane Hanson

El hiperrealismo actual se fundó en los principios estéticos del fotorrealismo. El pintor estadounidense Denis Peterson, cuyas obras pioneras son universalmente vistas como una rama del fotorrealismo, utilizó por primera vez el término "hiperrealismo" para aplicar al nuevo movimiento y su grupo disidente de artistas.
Graham Thompson escribió: «Una demostración de cómo la fotografía se asimiló al mundo del arte es el éxito de la pintura fotorrealista a finales de los años 1960 y principios de los 70. También se llama super realismo o hiperrealismo y pintores como Richard Estes, Denis Peterson, Audrey Flack y Chuck Close trabajaron a menudo partiendo de fotografías para crear pinturas que parecían ser fotografías».
Sin embargo, el hiperrealismo contrasta con el enfoque literal encontrado en las pinturas fotorrealistas tradicionales de finales del siglo XX. Los pintores y escultores hiperrealistas utilizan imágenes fotográficas como fuente de referencia para crear una representación más definitiva y detallada, que a menudo, a diferencia del fotorrealismo, es narrativa y emotiva en sus representaciones. Los pintores fotorrealistas estrictos tendían a imitar las imágenes fotográficas, omitiendo o abstrayendo ciertos detalles finitos para mantener un diseño pictórico consistente en general. A menudo omitieron la emoción humana, el valor político y los elementos narrativos. Desde que evolucionó desde el Arte Pop, el estilo fotorrealista de la pintura fue singularmente ajustado, preciso y agudamente mecánico, con énfasis en las imágenes mundanas y cotidianas.
El hiperrealismo, aunque fotográfico en esencia, a menudo implica un enfoque más suave y mucho más complejo del tema representado, presentándolo como un objeto vivo, tangible. Estos objetos y escenas en las pinturas y esculturas del hiperrealismo se detallan meticulosamente para crear la ilusión de una realidad no vista en la foto original. Esto no quiere decir que sean surrealistas, ya que la ilusión es una representación convincente de la realidad (simulada). Las texturas, las superficies, los efectos de iluminación y las sombras aparecen más claras y más claras que la foto de referencia o incluso el propio sujeto.
Con respecto a la escultura hiperrealista estadounidense hay que destacar a Duane Hanson, que reproduce a tamaño natural personajes sacados de las clases trabajadoras, y a Segal que emplea la misma técnica que Hanson: vaciado de yeso de los modelos, relleno de los moldes con fibra de vidrio y poliéster, ensamblaje de las partes y pintado en color carne; la pieza se termina vistiéndola con ropas usadas. John de Andrea esculpe desnudos de un hiperrealismo tan acusado que parecen personas reales, al igual que Nancy Graves hace con sus esculturas de camellos.
En el caso español, algunas de las figuras más relevantes del hiperrealismo serían los pintores Antonio López, Eduardo Naranjo o Gregorio Palomo.
En el mercado del arte actual, las figuras más consolidadas por su trayectoria son el chileno Claudio Bravo, quien mediante sus bodegones, dibujos y, especialmente, su serie de pinturas de telas, paquetes y papeles, ha logrado reinventar el hiperrealismo, dándole una condición casi metafísica; y el argentino Enrique Sobisch, radicado y fallecido en Madrid, cuyas obras, de gran perfección artística, compiten con la instantánea fotográfica.